# Hotell- och restaurangprogrammet
Hotell- och restaurangprogrammet var ett nationellt program inom den svenska gymnasieskolan. De nationella inriktningarna var hotell samt restaurang- och måltidsservice.  Alla elever fick minst femton veckors arbetsplatsförlagd utbildning (APU) och på vissa skolor fanns möjlighet att få förlägga den utomlands. Från 2011 har programmet ersatts med Restaurang- och livsmedelsprogrammet och Hotell- och turismprogrammet.
Inriktningen hotell var för dem som ville arbeta inom hotellbranschen, konferensverksamhet eller upplevelseindustrin. Inriktningen restaurang- och måltidsservice var för dem som ville arbeta inom exempelvis matlagning och servering. Viktiga delar i hotell- och restaurangprogrammet var företagsekonomi och entreprenörskap. 

## Karaktärskurser
Karaktärskurserna på hotell- och restaurangprogrammet var följande och innefattar tillsammans 650 poäng.
- Ansvarsfull alkoholhantering, 50 poäng.
- Arbetsmiljö och säkerhet, 50 poäng.
- Datorkunskap, 50 poäng.
- Hotell A, 50 poäng.
- Kallkök, 100 poäng.
- Livsmedel A, 50 poäng.
- Livsmedelhygien, 50 poäng.
- Näringslära, 50 poäng.
- Projekt och företagande, 50 poäng.
- Servering A, 50 poäng.
- Varmkök, 100 poäng.